# Bernd Bobrich
Bernd Bobrich (ur. 6 stycznia 1955) – wschodnioniemiecki zapaśnik walczący w stylu wolnym.
Zajął czwarte miejsce na mistrzostwach świata w 1975; piąte w 1983. Srebrny medalista mistrzostw Europy w 1981 i 1985; czwarty w 1979; piąty w 1980, 1983 i 1984 roku.
Mistrz NRD w 1972, 1976, 1977, 1979, 1983 i 1985; trzeci w 1974 i 1978 roku.